# Polidactilia

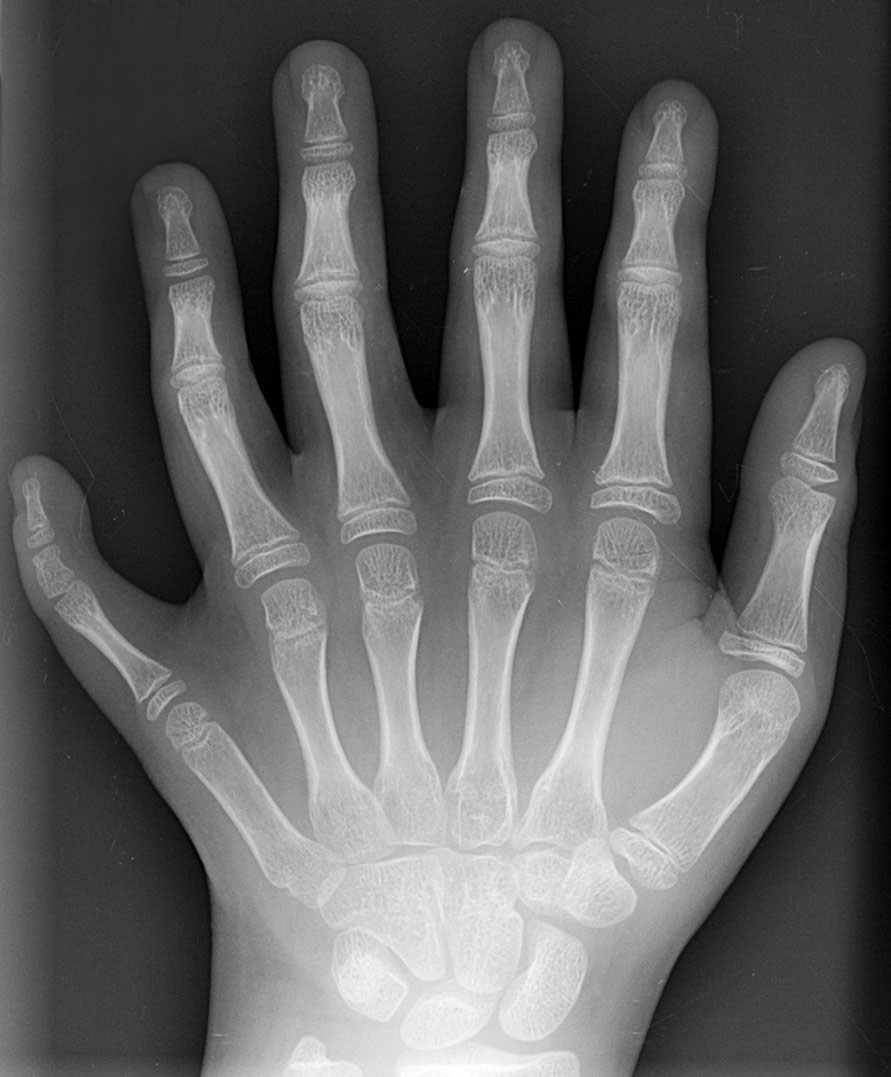
Radiografia de uma mão com polidactilia (quirodáctilos).

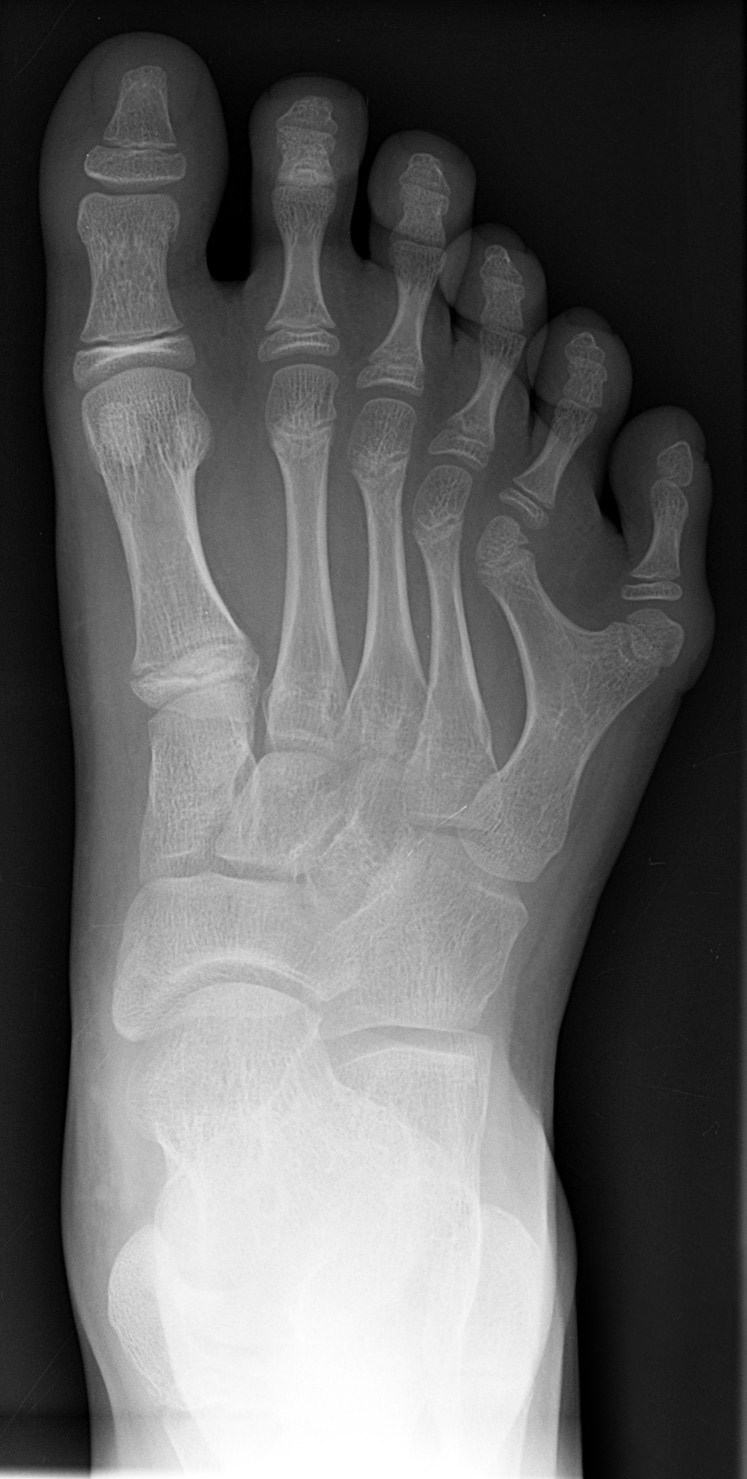
Radiografia de um pé com polidactilia (pododáctilos).

A polidactilia ou polidatilia (do grego πολύς, "muitos" e δάκτυλος "dedo") é uma anomalia causada pela manifestação de um alelo autossômico  variável,dominante com expressividade consistindo na alteração quantitativa anormal dos dedos da mão (quirodáctilos) ou dos dedos do pé (pododáctilos).
Há uma variação muito grande na expressão dessa característica, desde a presença de um dedo extra, completamente desenvolvido, até a de uma simples profusão carnosa.
Em 2016 foi divulgado um caso de um menino chinês nascido havia cerca de três meses, que tinha 16 dedos nos pés e 15 nas mãos, sendo esta condição hereditária herdada da mãe que possui um dedo a mais em cada mão e pé.

## Tipos de Polidactilia

### Polidactilia pós-axial
Ocorre do lado cubital (ulnar) da mão ou do lado peroneal (lateral) do pé.
É a que tem herança autossômica dominante com penetrância incompleta, porém alta, e é cerca de 10 vezes mais frequente em negros do que em caucasoides.

### Polidactilia pré-axial
Ocorre do lado radial da mão ou tibial (medial) do pé.
Compreende vários tipos de defeitos (polidactilia do polegar, polidactilia do dedo indicador, polissindactilia, etc).

## Tratamento
Apesar de ser uma anomalia, e muitas vezes trazer espanto, a polidactilia não costuma causar problemas a quem possui.
A remoção cirúrgica é o único tratamento, de simples resolução.